# John Weston Brooke
John Weston Brooke, (Fenay Hall-Huddersfield 2 juli 1880 - Lololand (van het Yi-volk), 24 december 1908) was een Brits luitenant, ontdekkingsreiziger en tibetoloog

## Levensloop
Eind 19e eeuw diende hij in het leger in de Tweede Boerenoorlog en op 10 maart 1900 werd hij bevorderd tot tweede luitenant. In 1902 trad hij uit dienst en keerde hij terug naar Engeland. Hier werkte hij bij het East African Syndicate waarvoor hij april 1903 naar Oost-Afrika vertrok, onder andere naar Nairobi. Bij terugkeer begon hij aan de studie van wetenschappelijke objecten aan de Royal Geographic Society waar hij tot Fellow of the Society werd benoemd.
In maart 1906 ging hij naar India om een expeditie naar Tibet te organiseren om de veel besproken kwestie van de relatie tussen de rivieren Yarlung Tsangpo en de Brahmaputra te onderzoeken. Vanwege een verdrag tussen het Keizerrijk Rusland en Brits-Indië moest hij het land vanuit het noorden binnentrekken, via Hankow, Xi'an, Pingliang, Lanzhou, naar Siningu, waar de groep pony's, jaks en afhaalden. In oktober 1906 arriveerde de dertiende dalai lama uit Urga (huidig Ulaanbaatar) die Brooke audiëntie verleende. Tijdens deze audiëntie kreeg Brooke toestemming om Tibet binnen te reizen.
Brooke trok door Tibet heen en keerde terug naar Shanghai in oktober 1907. In december van dat jaar vertrok hij voor een tweede expeditie en reisde hij naar het westen van Sichuan en Oost-Tibet tot 24 december 1908, de dag dat hij werd vermoord in het onafhankelijke Lololand van het Yi-volk.